# Сновськ (історичне місто)
Сновськ (староцерк.-слов. Сновскъ, Сновск) — давньоруське місто в Чернігівському князівстві, що існувало в X—XIII століттях на річці Снов, правій притоці Десни.
Вперше місто згадується в літописних джерелах за 1068 рік. Перебувало у центрі Сновської тисячі — стародавнього територіального ядра Чернігівської землі. Місто було зруйноване монголо-татарами в період навали 1238—1240 років.
Нині — городище на території селища міського типу Седнів Чернігівського району Чернігівської області.

## Історія

### Поява

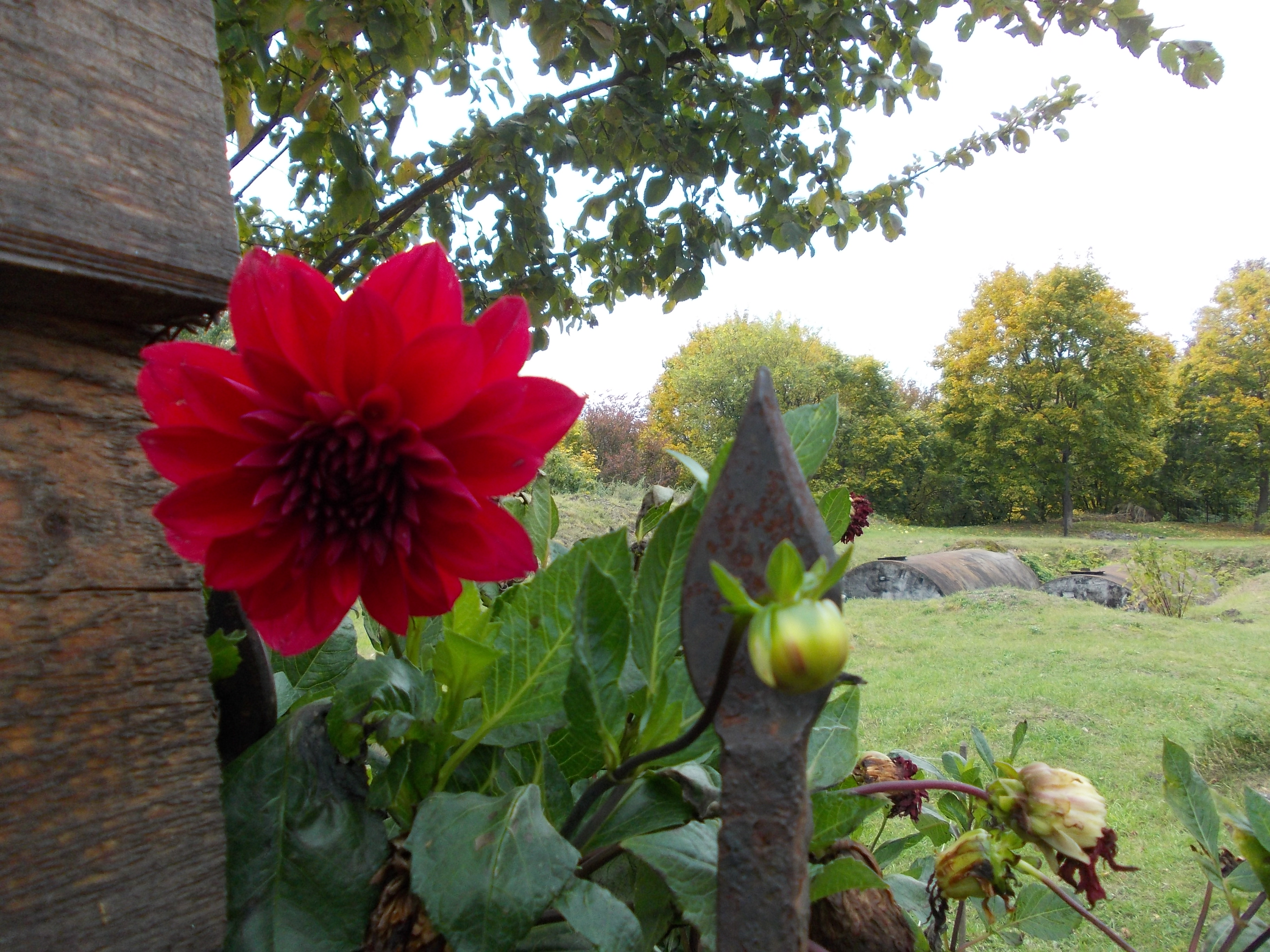
Залишки літописного городища Сновська

Археологічні дані свідчать, що появі міста Сновська передував комплекс пам'яток роменської культури, представлений городищем площею близько 0,4 гектара в районі урочища Орешня в південній частині сучасного селища міського типу Седнів, а також двох поселень-супутників цього городища. Ймовірно це поселення було одним з племінних центрів сіверян, яке припинило своє існування в X столітті :506

### У Київській Русі

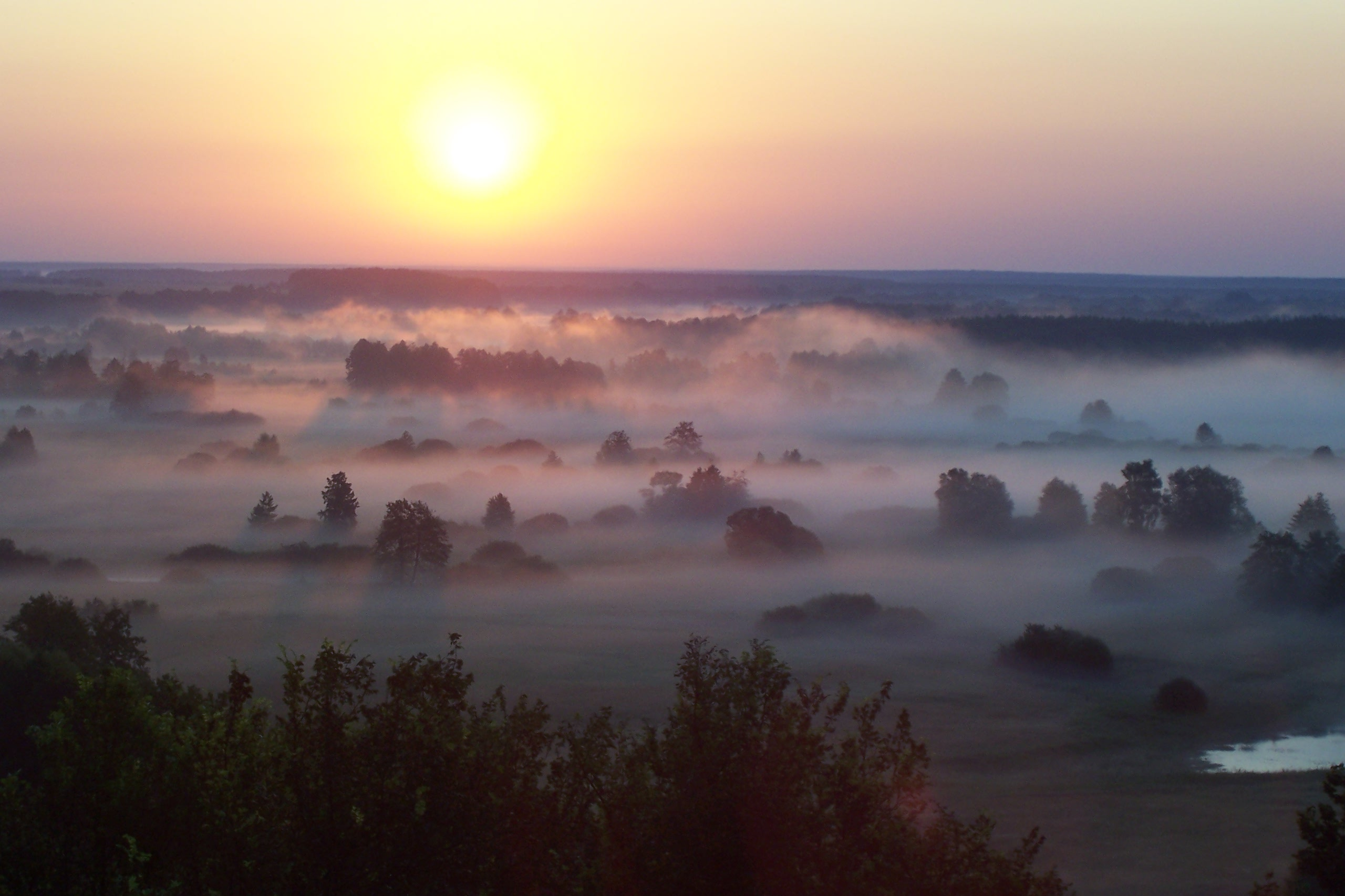
Пейзаж в районі розташування давньоруського міста Сновська

За припущенням радянського й українського історика Миколи Котляра, до початку XI століття Сновськ, поряд з Черніговом і Любечем з протоміста перетворилося на раннє місто з дитинцем і обхідним градом, а у 20-30 роки XI століття Сновськ перетворюється на справжнє місто. Російський історик Арсеній Насонов виділив Сновськ поряд зі Стародубом та Новгород-Сіверським до числа трьох селищ-міст, що складали основу чернігівської «волості» під час найдавнішої, початкової її частини :7-8
Вперше в письмових джерелах Сновськ згадується у 1068 році, коли в «Повісті временних літ» описується бій князя Святослава Ярославича з половцями в околицях Сновська. Стосовно до 1149 року в Київському літописі згадується Сновська тисяча, як територія в складі Чернігівського князівства. Єдиний відомий Сновський князь — Ростислав Ярославович. Також Сновськ згадується в Галицькому літописі під 1234 роком, де вказується поміж міст Чернігівського князівства, яке захопили війська Данила Галицького і Володимира Рюриковича :506
Літописний Сновськ ототожнюється з городищем в районі урочища Коронний замок в центрі сучасного селища міського типу Седнів, що має два майданчики (городище і обхідний град) загальною площею 4,3 гектара. Укріплення обох частин датуються істориками X століттям. В околицях городища виявлені залишки посадів. Також поблизу Седнєва виявлений курганний некрополь IX—XI століть, що включає понад 300 курганів. Кургани досліджувалися наприкінці XIX — на початку XX століття дослідниками Дмитром Самоквасовим та Миколою Бранденбургом :506

### Зруйнування монголо-татарами
Монголо-татарське нашестя 1238—1240 років розорило чернігівський регіон, знищивши повністю міста Сновськ, Хоробор та Оргощ. З цього періоду місто перетворюється на пустку.

### Село Сновськ і створення слободи Седнєв

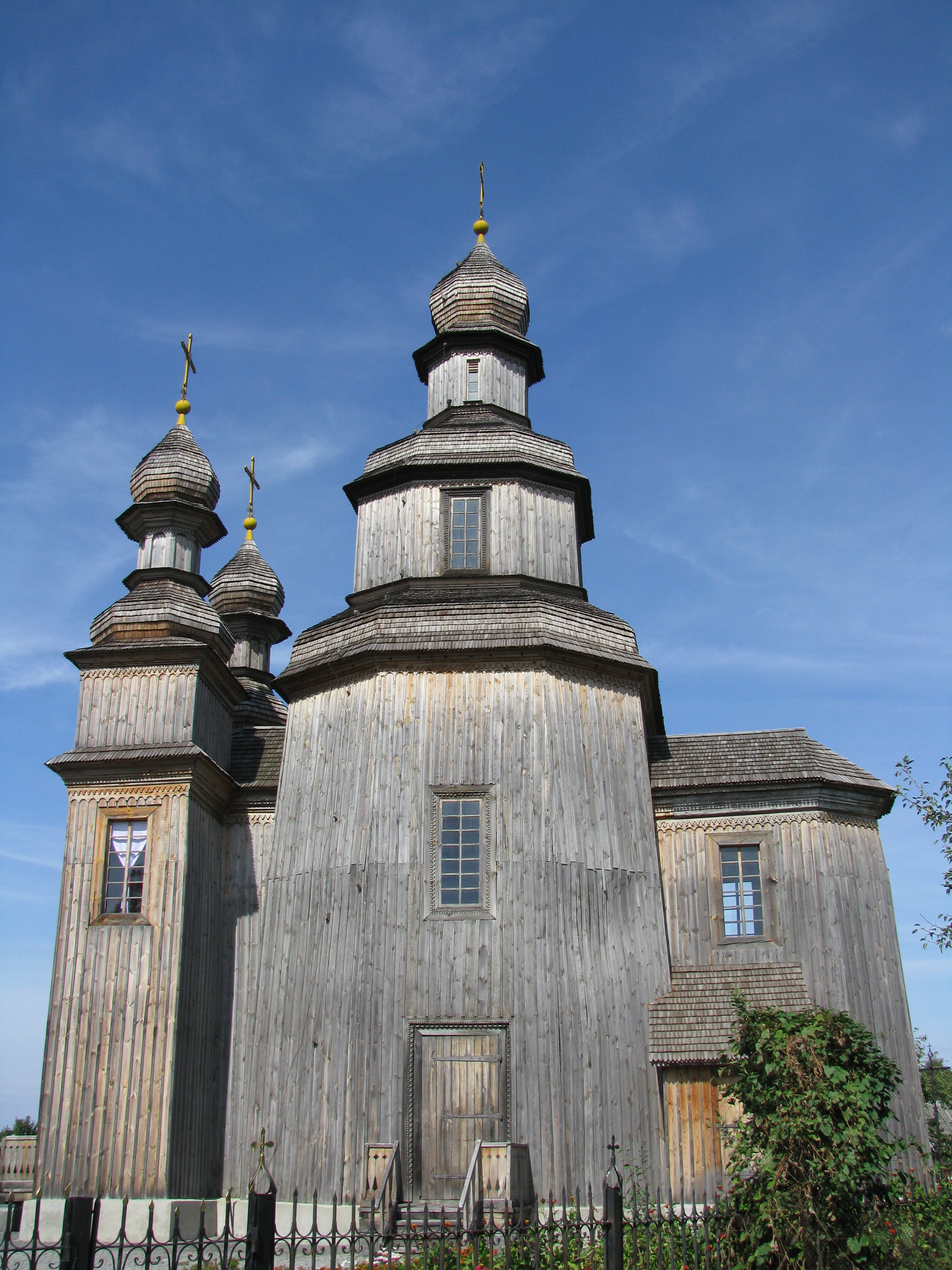
Георгіївська церква, зведена на території давнього городища Сновська

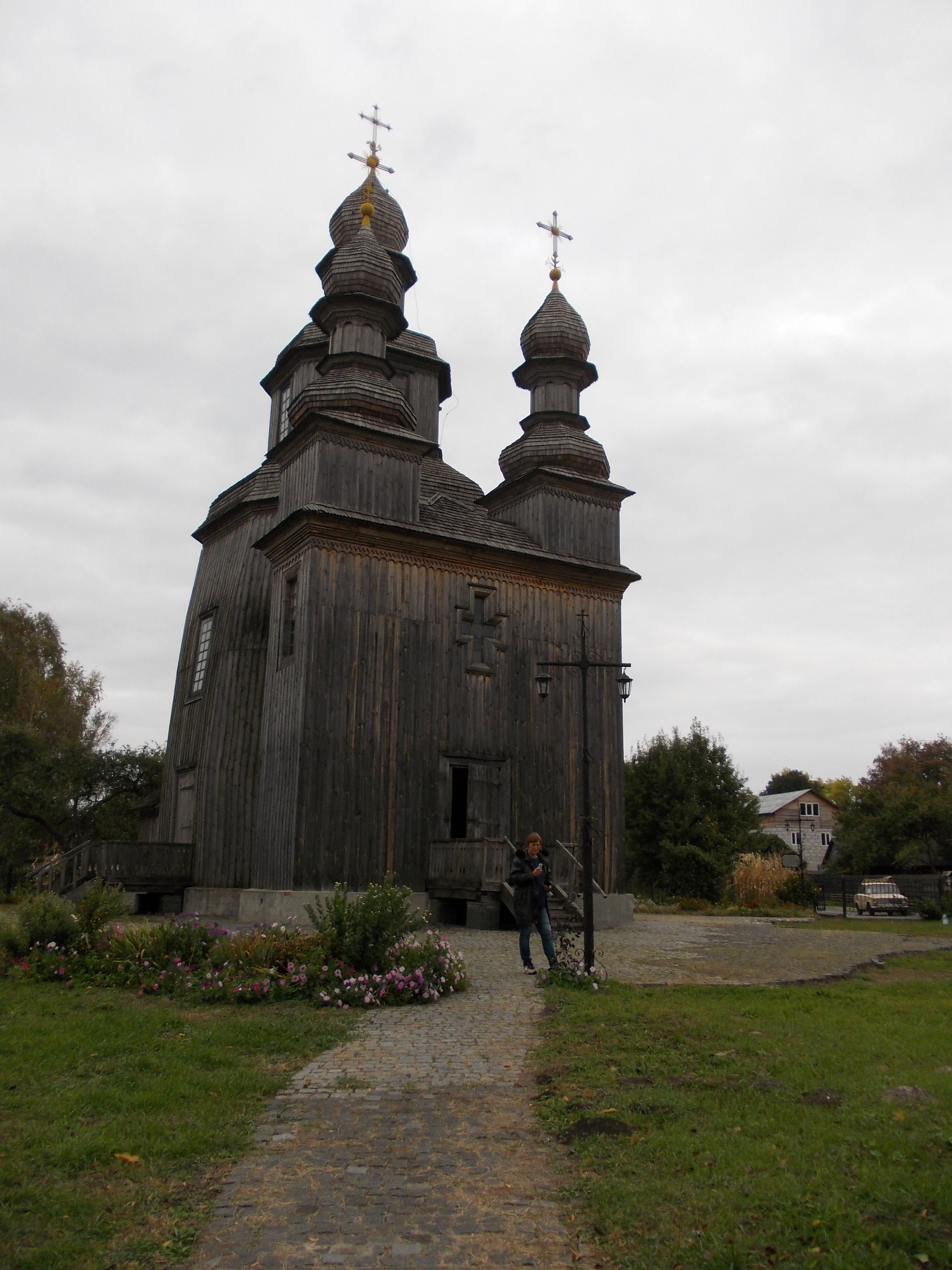
Сучасний вигляд Георгіївської церкви

У 1527 році Сновськ згадується як поселення «з 50 димами» в «Пам'яті», яка описує міста Чернігово-Сіверської землі, які перейшли в 1503 році з Великого князівства Литовського до складу Московської держави. На початку XVII століття село Сновськ, відоме в цей час також як село Княгиніно, припинило своє існування.
Після входження чернігівської землі до складу Речі Посполитої в 1618—1620 роках на теренах колишнього села Сновська була заснована слобода Седнів, яка з 1626 року став центром Седнівської волості, що належала магнатам Пацам. У 1638 році Седнів згадується як містечко «з 80 димами», на території якого споруджено шляхетський замок :506

### Сучасний стан
Нині залишки Сновська представлені городищем на території сучасного селища міського типу Седнів Чернігівського району Чернігівської області.